# Versió del director
En el cinema els termes versió del director o muntatge del director, de l'anglès Director's Cut, es refereixen a la versió muntada d'una pel·lícula que és preferida pel director i prèvia a la seua aprovació pels estudis de cinema per a la seua estrena.

## Concepte
L'estudi (la inversió del qual està en risc) pot insistir en els canvis que es consideren necessaris per a fer que la pel·lícula tinga més probabilitats d'èxit en taquilla. Això a voltes significa un final més feliç o menys ambigüitats, o l'exclusió d'escenes que li donarien un major límit d'edat; però més sovint significa que la pel·lícula és simplement reduïda per a proporcionar més sessions de cinema al dia. El més comú de l'edició del director és, per tant, que té escenes extra afegides; sovint fent la "nova" pel·lícula considerablement més llarga que l'"original".
Mentre que la versió final d'una pel·lícula, aprovada per a la seua distribució al públic, passa usualment per modificacions que realitzen els estudis per temes de màrqueting. Per exemple, eliminar escenes per a promoure finals feliços o canviar l'arranjament musical; la «versió del director» representa la visió d'este sobre com la pel·lícula «hauria d'haver estat», o de com es va considerar «acabada». D'aquesta manera, les versions aprovades pels directors solen ser més pròximes a la percepció original de la trama, poden tenir més temps de metratge, una narració més fosca, preses diferents i fins i tot finals alternatius.

## Altres usos
A vegades les edicions especials de les pel·lícules, com per exemple la versió aprovada per l'editor, en ser estrenades per al públic, reben erròniament el nom de «versió del director». Igualment passa amb modificacions posteriors de la versió final, quan l'estudi imposa algunes condicions extres d'estrena a l'equip de direcció. Un exemple clau d'açò és la «versió del director» d'Alien, que va ser de fet imposada pels estudis per temes de màrqueting.
El concepte de versió del director no es troba tan sols en el cinema, sinó també en mitjans associats com la televisió, la música i els videojocs. Dos exemples reconeguts són la «versió del director» del final de la sèrie japonesa Neon Genesis Evangelion així com les versions internacionals, de fet reestrenes locals al Japó de l'edició estatunidenca de Final Fantasy VII.